# Jerediah Horsford
 Jerediah Horsford (* 8. März 1791 in Charlotte, Chittenden County, Vermont; † 14. Januar 1875 in Livonia, New York) war ein US-amerikanischer Politiker. Zwischen 1851 und 1853 vertrat er den Bundesstaat New York im US-Repräsentantenhaus.

## Werdegang
Jerediah Horsford besuchte die öffentlichen Schulen seiner Heimat und arbeitete danach in der Landwirtschaft. Er nahm auch aktiv am Britisch-Amerikanischen Krieg von 1812 teil. Im Jahr 1815 war er als Missionar bei den Seneca-Indianern. In seiner Heimat bekleidete er verschiedene lokale Ämter. Im Jahr 1831 wurde er Abgeordneter in der New York State Assembly. Später wurde er Mitglied der Whig Party.
Bei den Kongresswahlen des Jahres 1850 wurde Horsford im 29. Wahlbezirk von New York in das US-Repräsentantenhaus in Washington, D.C. gewählt, wo er am 4. März 1851 die Nachfolge von Robert L. Rose antrat. Bis zum 3. März 1853 konnte er eine Legislaturperiode im Kongress absolvieren. Diese war von den Ereignissen im Vorfeld des Bürgerkrieges geprägt.
Nach dem Ende seiner Zeit im US-Repräsentantenhaus wurde Jerediah Horsford auch Oberst bei der Staatsmiliz von New York. Im Jahr 1863 zog er nach Livonia im Livingston County, wo er sich wieder in der Landwirtschaft betätigte. Dort ist er am 14. Januar 1875 auch verstorben.